# María Teresa Ramírez
María Teresa Ramírez Gómez (Città del Messico, 15 agosto 1954) è un'ex nuotatrice messicana.

## Carriera
Ha rappresentato il suo paese in due Olimpiadi consecutive, la prima delle quali è stata quella di Città del Messico 1968.
In quella edizione vinse la medaglia di bronzo negli 800 metri stile libero, diventando la seconda medaglia messicana nella storia dei Giochi olimpici, dopo quella vinta da María del Pilar Roldán nel fioretto individuale nella stessa edizione dei Giochi.